# Menemerus kochi
Menemerus kochi là một loài nhện trong họ Salticidae.
Loài này thuộc chi Menemerus. Menemerus kochi được Elizabeth Bangs Bryant miêu tả năm 1942.